# خوان لوئیس ویوز
خوان لوئیس ویوز (انگلیسی: Juan Luis Vives؛ ۶ مارس ۱۴۹۳ – ۶ مهٔ ۱۵۴۰) انسان‌گرای رنسانس، فیلسوف، و آموزگار اهل اسپانیا بود. او را پدر روان‌شناسی مدرن می‌دانند.